# ベイカー郡 (フロリダ州)
ベイカー郡（英: Baker County）は、アメリカ合衆国フロリダ州の北部に位置する郡である。2010年国勢調査での人口は27,115人であり、2000年の22,259人から21.8%増加した。郡庁所在地はマクルニー市（人口6,374人）であり、同郡で人口最大の都市でもある。
ベイカー郡はジャクソンビル大都市圏に属しているが、郡域の大半は田園部である。

## 歴史
ベイカー郡は1861年に設立された。郡名は判事であり、アメリカ連合国議会上院議員を務めたジェイムズ・マクネア・ベイカーに因んで名付けられた。南北戦争中の1864年、フロリダ州では唯一の大規模会戦となったオラスティの戦いがベイカー郡に近いレイクシティの近くで起こった。

## 地理
アメリカ合衆国国勢調査局に拠れば、郡域全面積は588.89平方マイル (1,525.2 km2)であり、このうち陸地585.21平方マイル (1,515.7 km2)、水域は3.67平方マイル (9.5 km2)で水域率は0.62%である。郡最北部はオクフェノキー湿地と連邦政府が保護する地域に入っている。

### 主要高規格道路
- 州間高速道路10号線
- アメリカ国道90号線
- フロリダ州道2号線
- フロリダ州道121号線
- フロリダ州道228号線

### 隣接する郡
- チャールトン郡 (ジョージア州) - 北
- ウェア郡 (ジョージア州) - 北
- ナッソー郡 - 北東
- デュバル郡 - 東
- クレイ郡 - 南東
- ユニオン郡 - 南
- ブラッドフォード郡 - 南
- コロンビア郡 - 西
- クリンチ郡 (ジョージア州) - 北西

### 国立保護地域
- オクフェノキー国立野生生物保護区（部分）
- オセオラ国立の森（部分）

## 人口動態
以下は2000年国勢調査による人口統計データである。
| 基礎データ - 人口: 22,259人 - 世帯数: 7,043 世帯 - 家族数: 5,599 家族 - 人口密度: 15人/km2（38人/mi2） - 住居数: 7,592軒 - 住居密度: 5軒/km2（13軒/mi2） 人種別人口構成 - 白人: 84.04% - アフリカン・アメリカン: 13.92% - ネイティブ・アメリカン: 0.38% - アジア人: 0.40% - 太平洋諸島系: 0.03% - その他の人種: 0.25% - 混血: 0.98% - ヒスパニック・ラテン系: 1.88% 先祖による構成 - アメリカ人：34.5% - アイルランド系：9.9% - イギリス系：8.6% - ドイツ系：6.6% 言語による構成 - 英語：97.2% - スペイン語：2.5% 年齢別人口構成 - 18歳未満: 27.5% - 18-24歳: 9.9% - 25-44歳: 30.7% - 45-64歳: 22.7% - 65歳以上: 9.2% - 年齢の中央値: 34歳 - 性比（女性100人あたり男性の人口） - 総人口: 110.6 - 18歳以上: 112.4 | 世帯と家族（対世帯数） - 18歳未満の子供がいる: 41.2% - 結婚・同居している夫婦: 61.7% - 未婚・離婚・死別女性が世帯主: 13.1% - 非家族世帯: 20.5% - 単身世帯: 17.1% - 65歳以上の老人1人暮らし: 6.9% - 平均構成人数 - 世帯: 2.86人 - 家族: 3.20人 収入と家計 - 収入の中央値 - 世帯: 40,035米ドル - 家族: 43,503米ドル - 性別 - 男性: 30,240米ドル - 女性: 21,279米ドル - 人口1人あたり収入: 15,164米ドル - 貧困線以下 - 対人口: 14.7% - 対家族数: 11.4% - 18歳未満: 22.2% - 65歳以上: 8.6% |

## 都市と町

### 法人化自治体
- マクルニー市 - 郡庁所在地
- グレンセントメアリー町

### 未編入の町
- サンダーソン

## 政治
| 年     | 共和党 | 民主党 | その他 |
| ------ | ------ | ------ | ------ |
| 2008年 | 78.2%  | 21.0%  | 0.8%   |
| 2004年 | 77.7%  | 21.9%  | 0.4%   |
| 2000年 | 68.8%  | 29.3%  | 1.8%   |
| 1996年 | 55.5%  | 34.2%  | 10.2%  |
| 1992年 | 50.6%  | 29.2%  | 20.2%  |
| 1988年 | 71.5%  | 28.3%  | 0.2%   |

### 政府関連
- Baker County Board of County Commissioners
- Baker County Supervisor of Elections
- Baker County Property Appraiser
- Baker County Sheriff's Office
- Baker County Tax Collector

### 特殊地区
- Baker County Schools
- Suwanee River Water Management District[リンク切れ]

### 司法関連
- Baker County Clerk of Courts
- Office of the State Attorney, 8th Judicial Circuit of Florida serving Alachua, Baker, Bradford, Gilchrist, Levy and Union Counties
- Circuit and County Court for the 8th Judicial Circuit of Florida

### 民間
- BakerCountyToday.com - Baker County Today and Yesterday
- Macclenny.com - Baker County's Original Home Page
- Baker County Community Home Page - BakerCountyFL.com - Owned and Managed from Baker County

### 連邦政府
- Okefenokee National Wildlife Refuge U.S. Fish and Wildlife Service

### 博物館と図書館
- The Baker County Press, the local newspaper for Baker County, Florida fully and openly available in the Florida Digital Newspaper Library

座標: 北緯30度19分 西経82度16分 / 北緯30.32度 西経82.27度